# تییوواتس (سورییگ)
تییوواتس (به صربی: Tijovac) یک منطقهٔ مسکونی در صربستان است که در سورییگ واقع شده‌است. تییوواتس ۱۱۸ نفر جمعیت دارد.